# Периметр: Завет Императора
«Периметр: Завет Императора» — компьютерная игра в жанре стратегии в реальном времени от калининградской студии К-Д ЛАБ. Игра является дополнением для игры «Периметр». «Завет Императора» был выпущен 3 ноября 2005 года; международным издателем на этот раз являлась другая компания — Paradox Interactive.

Снимок экрана из игры

Дополнение было встречено критиками и игроками куда холоднее оригинала. Это было вызвано тем, что дополнение привносило в игру очень мало новых элементов. Среди новинок была лишь одна новая лаборатория (электрическая), открывавшая доступ к трём боевым единицам и одной стационарной пушке. По мнению некоторых журналистов сюжет также утратил оригинальность и интерес, а плоские миры перестали в большинстве своём быть отдельными произведениями искусства и потеряли эстетическую красоту, как и задания, связанные с ними. Кроме того «Периметр: Завет Императора» обладал некоторыми ошибками, особенно досаждавшими при сетевых сражениях (как, например, рассинхронизация).

## Отзывы
| Сводный рейтинг | Сводный рейтинг |
| Агрегатор       | Оценка          |
| --------------- | --------------- |
| GameRankings    | 71,94 %         |